# Christian Bauer
Christian Bauer (nascut l'11 de gener de 1977 a Forbach, Mosel·la) és un jugador d'escacs francès, que té el títol de Gran Mestre Internacional des de 1997.
A la llista d'Elo de la FIDE de l'abril de 2023 hi tenia un Elo de 2594 punts, cosa que en feia el 7è millor jugador (en actiu) de França. El seu millor Elo ha estat de 2682 punts (70è millor jugador mundial) l'agost de 2012.

## Resultats destacats en competició
Bauer va tenir alguns resultats destacats per edats: el 1991 fou quart al Campionat del món sub-14, celebrat a Mamaia (Romania) (el campió fou Marcin Kaminski), i el 1993 fou 8è al Campionat d'Europa sub-18 a Vejen (Dinamarca) (el campió fou Vladislav Borovikov).
El 1996 va guanyar el Campionat d'escacs de França. Es classificà tercer als campionats dels anys 1997 (el campió fou Anatoli Vaisser), i 1999 (el campió fou Étienne Bacrot).
Va prendre part al torneig pel Campionat del món d'escacs de 1999 a Las Vegas, on va eliminar en Rustam Kassimdjanov a la primera ronda, però fou eliminat per Péter Lékó a la segona.
El 2004 guanyà el torneig obert del Festival d'escacs de Biel. El 2005, va ser 5è al fort 38è Festival Internacional d'escacs a Biel/Bienne, Suïssa.
El 2009, va participar en el fort torneig "Kutxa" de Sant Sebastià, (un torneig tancat, amb 10 participants), on hi fou 5è (el campió fou el català Jordi Magem).
El 2010 empatà al primer lloc amb sis jugadors més al torneig obert del Festival d'escacs de Biel, a Suïssa (el campió fou Aleksandr Riazàntsev).
L'agost de 2012 fou novament campió de França, a Pau, en una edició en què el títol es compartí entre ell, Romain Édouard, Maxime Vachier-Lagrave i Etienne Bacrot.
L'agost de 2015 de nou fou campió de França, aquest cop amb 7½ punts de 9, els mateixos que Tigran Gharamian però amb millor desempat.
El febrer del 2016 fou 2-8è (tercer en el desempat) del 32è Obert Cappelle-la-Grande amb 7 punts de 9, els mateixos punts que Eduardo Iturrizaga, Mhamal Anurag, Andrey Vovk, Artur Iussúpov, Krishnan Sasikiran i Kaido Külaots (el campió fou Gata Kamsky). El 2018 fou campió de l'Obert d'escacs de Cappelle-la-Grande.

### Participació en olimpíades
Bauer ha participat, representant França, en tres Olimpíades d'escacs, els anys 2000, 2002, i 2006. Els seus resultats detallats han estat:
- 2000, XXVII Olimpíada d'Escacs (1r tauler), 6/11 punts (+3, =6, -2)[17]
- 2002, XXXV Olimpíada d'Escacs (1r suplent), 6½/10 punts (+4, =5, -1)
- 2006, XXXVII Olimpíada d'Escacs, (2n suplent), 2/5 punts, (+1, =2, -2)